# シャルル＝フェルディナン・ラミュ

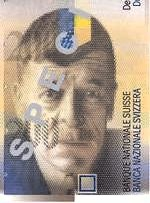
の 200 スイス フランク紙幣 (現在は使用されていない)

シャルル＝フェルディナン・ラミュ（Charles-Ferdinand Ramuz フランス語発音: [ʀamy]、1878年9月24日 - 1947年5月23日）は、スイスの小説家。
スイスのフランス語圏を代表する作家であり、1997年以降に発行された200スイス・フラン紙幣（第8次紙幣）の肖像として使われていた。
日本では古く「ラミュズ」と呼ばれていた。近年の翻訳では「ラミュ」になっているが、音楽関係を中心にいまだに「ラミューズ」と表記されることが多い。

## 生涯

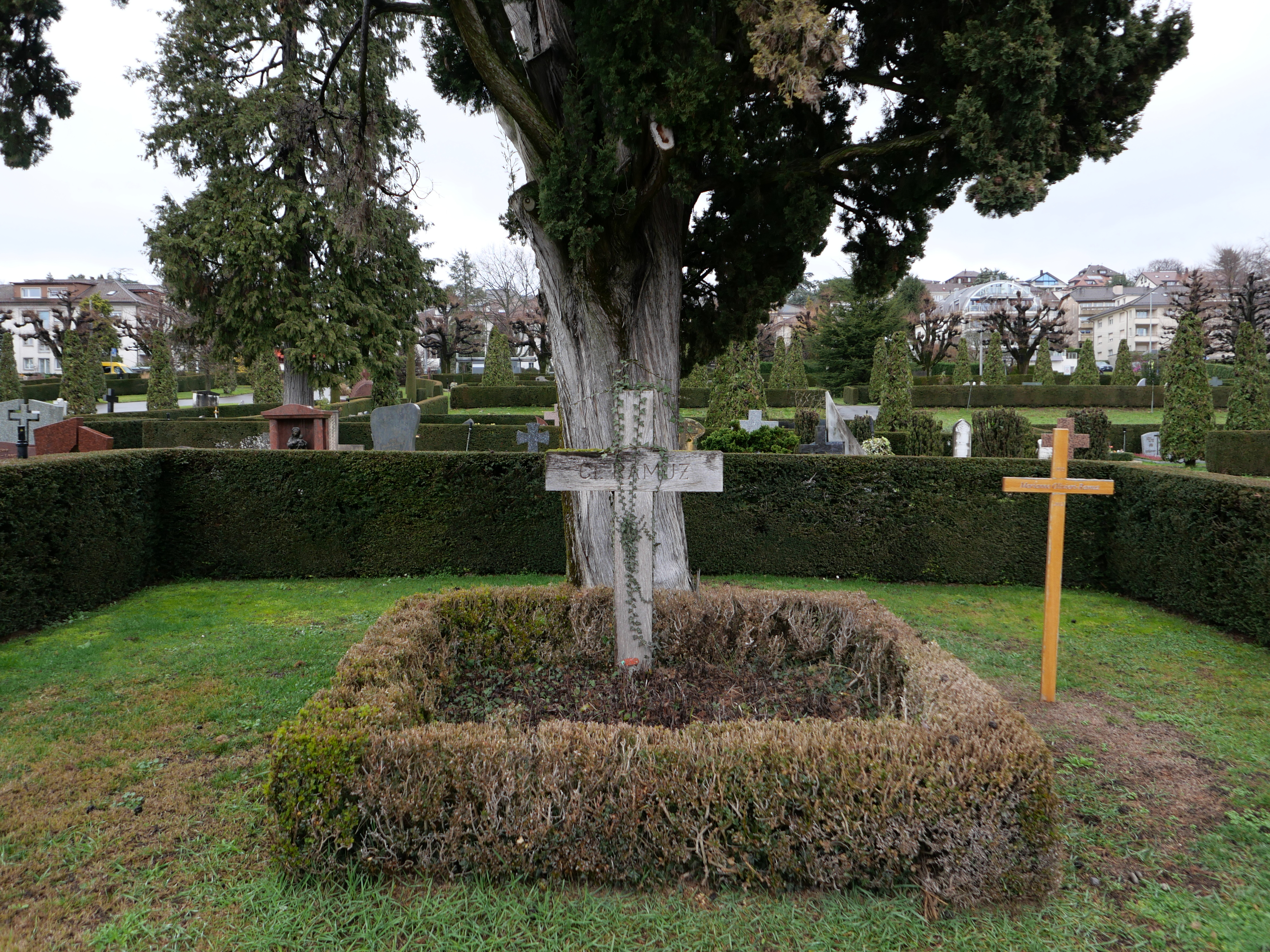
プリー墓地にあるラムズと娘のマリアンヌ・オリビエリ・ラムズ (1913–2012) の墓。

ラミュはローザンヌの商人の子として生まれた。1897年にローザンヌ大学の法学部に入学するが、父に無断で文学に専攻を変更した。1900年に学位を取得した。
1900年から1914年にかけてパリに滞在した。モーリス・ド・ゲランに関する博士論文を書くという口実だったが、実際には論文はまったく書かず、文学仲間と交流したり、絵画を鑑賞したりして過ごした。この時代に詩集『小さな村』(1903)、小説『アリーヌ』(1905)にはじまる文学作品の公刊を開始した。
1913年にセシル・セリエと結婚した。1914年にパリを去り、それ以降はスイスのヴォー州で生涯を送った。
1921年にアルベール・チボーデがラミュの『ジャン＝リュックの受難』(1908初版)を高く評価して以来、フランスでも注目されるようになった。
1930年にロマン賞を授与され、賞金をもとにローザンヌ近郊のピュイイに家を建てた。
1936年に小説『デルボランス』によってシラー賞を授与された。
1940年以降にメルモ社から最初のラミュ全集が出版された（全20巻。ラミュ没後の1954年に3巻追加）。
1947年にピュイイで没した。

### ストラヴィンスキーとの関係
第一次世界大戦中にイーゴリ・ストラヴィンスキーはスイスのヴォー州に滞在しており、指揮者エルネスト・アンセルメの紹介で1915年9月にラミュと会った。共同作業がしやすいように、ストラヴィンスキーはローザンヌに近いレマン湖北岸のモルジュに引っこし、戦後も1920年5月まで住んだ。当時ストラヴィンスキーはピョートル・キレーエフスキーおよびアレクサンドル・アファナーシェフの民話集をもとに声楽曲を作曲しており、ラミュはそれらをフランス語に翻訳した。
ストラヴィンスキーとの共同作業は『きつね』の翻訳にはじまり、『結婚』の翻訳、『兵士の物語』の台本、および『プリバウトキ』『猫の子守唄』『子供のための3つのお話』『4つのロシアの歌』などの歌曲集の歌詞の翻訳がある。
とくに1918年に初演された『兵士の物語』はロシア民話にもとづいているものの、ラミュによる発案の部分が多いと考えられている。『兵士の物語』に見られる田舎の価値観と現代的生活の対立という主題はラミュの作品にはなじみ深いものだが、ストラヴィンスキーはそれまでそのような作品を書いたことがなかった。
当時の様子について、ラミュはのちに『ストラヴィンスキーの思い出』(Souvenirs sur Igor Strawinsky, 1929)という書物を書いている。

## 作風
ラミュは終生故郷のスイスの山の農民やレマン湖畔の人々の生活を題材にした。といっても牧歌的ではなく、悪霊・奇跡・戦争などに対峙した社会集団の物語が多い。聖書やギリシア悲劇などもベースにしている。また、社会から疎外された籠編み職人、もぐら捕り、くつ直しなどの人々を描く。
ラミュはまたフランス文学の伝統的な文体と異なる、前衛的とも言える特異な文章によっても知られる。佐原隆雄によるとラミュの文章には以下のような特徴がある。
- 同じ言葉をくり返す。
- 比喩が非常に多く、かつ独創的である。
- 動詞の時制が実際と異なる。
- 「……」を多用する。
- 「…だからだ」が多い。
- 視点がさまざまに変わる。
- まったく異なる場面や会話を交互に進行させる。

ラミュの文体には批判が多かったが、ルイ＝フェルディナン・セリーヌやポール・クローデルらはラミュを擁護した。
ラミュの文学は画家とくにセザンヌを手本にした。

## 作品
ラミュは22の長編小説を書いている。ほかに短編・中編小説集や詩集、エッセイなどがある。
- アリーヌ (Aline) 1905
- 生活の状況 (Les Circonstances de la vie) 1907
- ジャン＝リュックの受難 (Jean-Luc persécuté) 1908
- ヴォー州の画家エーメ・パシュ (Aimé Pache, peintre vaudois) 1911
- スイス人サミュエル・ブレの人生 (Vie de Samuel Belet) 1913
- アルプス高地での戦い (La Guerre dans le Haut-Pays) 1915
- 悪霊の支配 (Le Règne de l'esprit malin) 1917
- 病の癒し (La Guérison des maladies) 1917
- 我らの中のしるし (Les Signes parmi nous) 1919
- 天上の地 (Terre du ciel) 1921
- 死の現前 (Présence de la mort) 1922
- 民族の隔たり (La Séparation des races) 1923
- 詩人の道行き (Passage du poète) 1923
- この世の愛 (L'Amour du monde) 1925
- アルプスの恐怖 (La Grande Peur dans la montagne) 1926
- 美の化身 (La Beauté sur la terre) 1927
- 贋金作りファリネ (Farinet ou la Fausse Monnaie) 1932
- アダムとイブ (Adam et Ève) 1932
- デルボランス (Derborence) 1934
- サヴォワの若者 (Le Garçon savoyard) 1936
- もし太陽が戻らなければ (Si le soleil ne revenait pas) 1937
- 書類のための戦争 (La Guerre aux papiers) 1942

ラミュの作品はしばしば映画化されている。

### 日本語訳
- セエ・エフ・ラミュズ 著、石川淳 訳『悩めるジァン・リュック』叢文閣、1926年。
- ラミュズ 著、和田傳 訳『贋金 他一篇』三笠書房、1939年。
- ジャン・ポーラン 編『祖国は日夜つくられる(I)』月曜書房、1951年。（1940年の随筆の谷長茂による翻訳を含む）
- C.F.ラミュズ 著、河合亨 訳『恐怖の山』朋文堂、1958年。
- C.F.ラミュ 著、後藤信幸 訳『ストラヴィンスキーの思い出』泰流社、1985年。
- ラミュ『ラミュ短篇集』夢書房、1998年。（短編20篇の翻訳）
- シャルル＝フェルディナン・ラミュ 著、田中良知 訳『山の大いなる怒り』彩流社、2014年。
- C.F.ラミュ 著、笠間直穂子 訳『パストラル ラミュ短篇選』東宣出版、2019年。
- C.F.ラミュ 著、笠間直穂子 訳『詩人の訪れ 他三篇』幻戯書房〈ルリユール叢書〉、2022年。

「ラミュ小説集」としてラミュの8つの小説の日本語訳が国書刊行会から2012年以降出版されている（佐原隆雄訳）。
- C.F.ラミュ 著、佐原隆雄 訳『アルプス高地での戦い』国書刊行会、2012年。ISBN 9784336055101。
- C.F.ラミュ 著、佐原隆雄 訳『アルプスの恐怖』国書刊行会、2014年。ISBN 9784336058171。
- C.F.ラミュ 著、佐原隆雄 訳『スイス人 サミュエル・ブレの人生―旅の終わり、旅の始まり』国書刊行会、2016年。ISBN 9784336060020。
- C.F.ラミュ 著、佐原隆雄 訳『もし太陽が戻らなければ』国書刊行会、2018年。ISBN 9784336062918。